# Augsburg Airways
Augsburg Airways GmbH era una compagnia aerea regionale con sede a Hallbergmoos in Germania.
Era l'unica compagnia non sussidiaria di Lufthansa a far parte del gruppo Lufthansa Regional. Il suo hub principale era l'aeroporto di Monaco di Baviera da cui serviva diverse destinazioni in Europa. Ha terminato le operazioni nel 2013

## Storia
La compagnia è stata fondata nel 1980 e ha iniziato le operazioni nel 1986 come Interrot Airways, inizialmente con voli da Augusta a Düsseldorf.
Nel 1993 ha cominciato a volare verso destinazioni europee per i tour operator internazionali e nel 1994 ha fatto il suo primo volo di linea internazionale.
Entrando nell'alleanza Team Lufthansa, la compagnia avviò la collaborazione con Lufthansa nel 1996, accompagnata dal cambio del nome in Augsburg Airways.
Nel 2003 venne acquistata dalla Cirrus Airlines, entrando a far parte del Gruppo Cirrus.
Con la riorganizzazione da parte di Lufthansa della sua rete regionale di compagnie, la Augsburg entrò a far parte di Lufthansa Regional nel 2004.
Nel 2008, Lutz Helmig di ATON Group acquistò la compagnia dal Cirrus Group.
Nell'ottobre 2012, Lufthansa ha annunciato che, secondo un programma di riduzione dei costi, il contratto con Augsburg Airways verrà terminato ad ottobre 2013, concludendo la cooperazione in atto dal 1996.

## Flotta
Ad aprile 2013, la flotta di Augsburg Airways includeva i seguenti aeromobili:

### Flotta storica
| Aereo                         | Introdotto | Ritirato | Note |
| ----------------------------- | ---------- | -------- | ---- |
| Bombardier Dash 8-100         | 1995       | 2002     |      |
| Bombardier Dash 8-200         | 1997       | 2003     |      |
| Bombardier Dash 8-300         | 1996       | 2010     |      |
| Bombardier Dash 8 Q400        | 2000       | –        |      |
| British Aerospace BAe 146-200 | 2000       | 2001     |      |
| Embraer ERJ-190LR             | 2009       | –        |      |
| Embraer ERJ-195LR             | 2009       | –        |      |

### Immagini della flotta

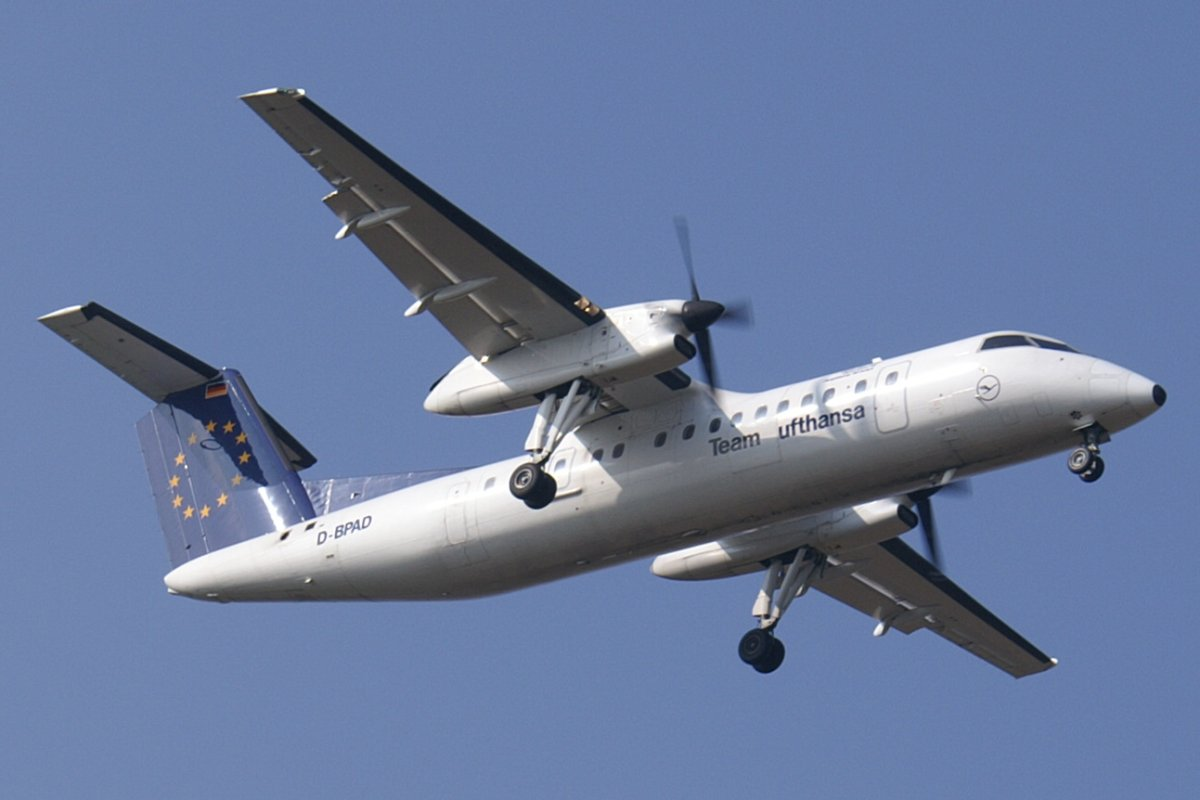
Dash 8 di Augsburg Airways nella vecchia livrea
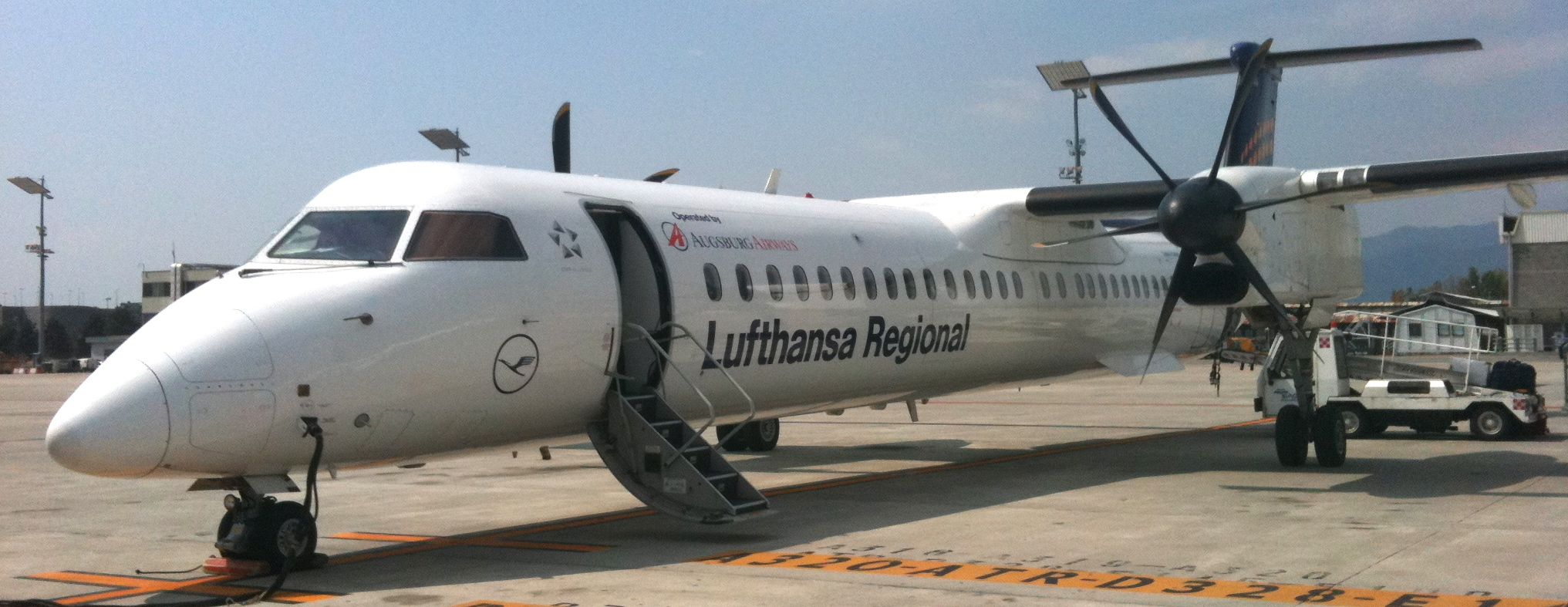
Bombardier Q400 di Augsburg Airways nella livrea Lufthansa Regional
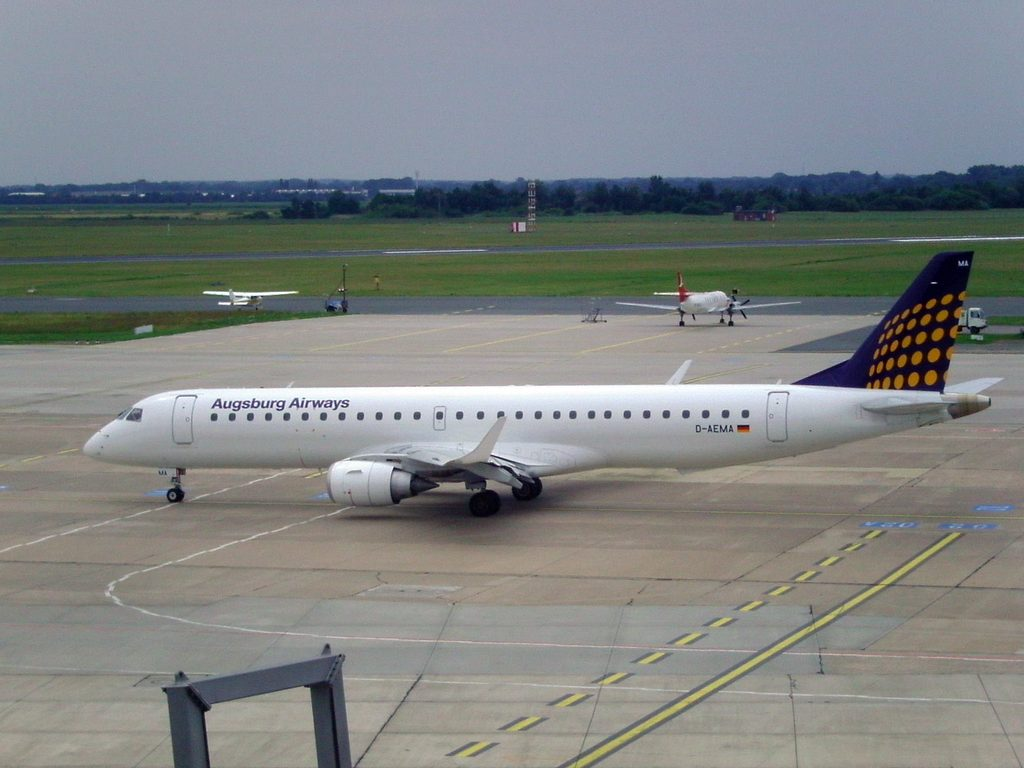
Embraer Regional Jet 195LR di Augsburg Airways, marche D-AEMA
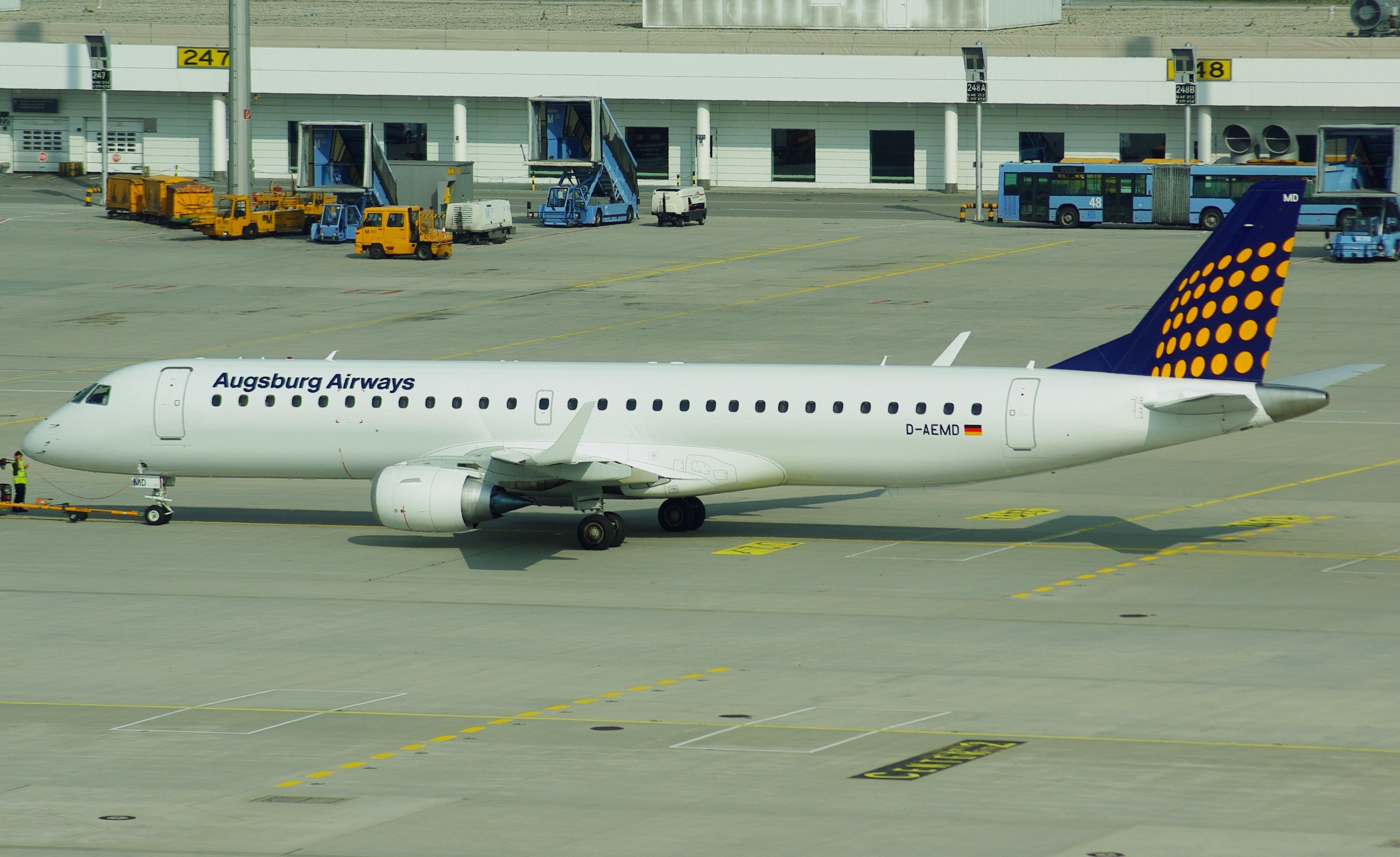
Embraer Regional Jet 195LR di Augsburg Airways, marche D-AEMD
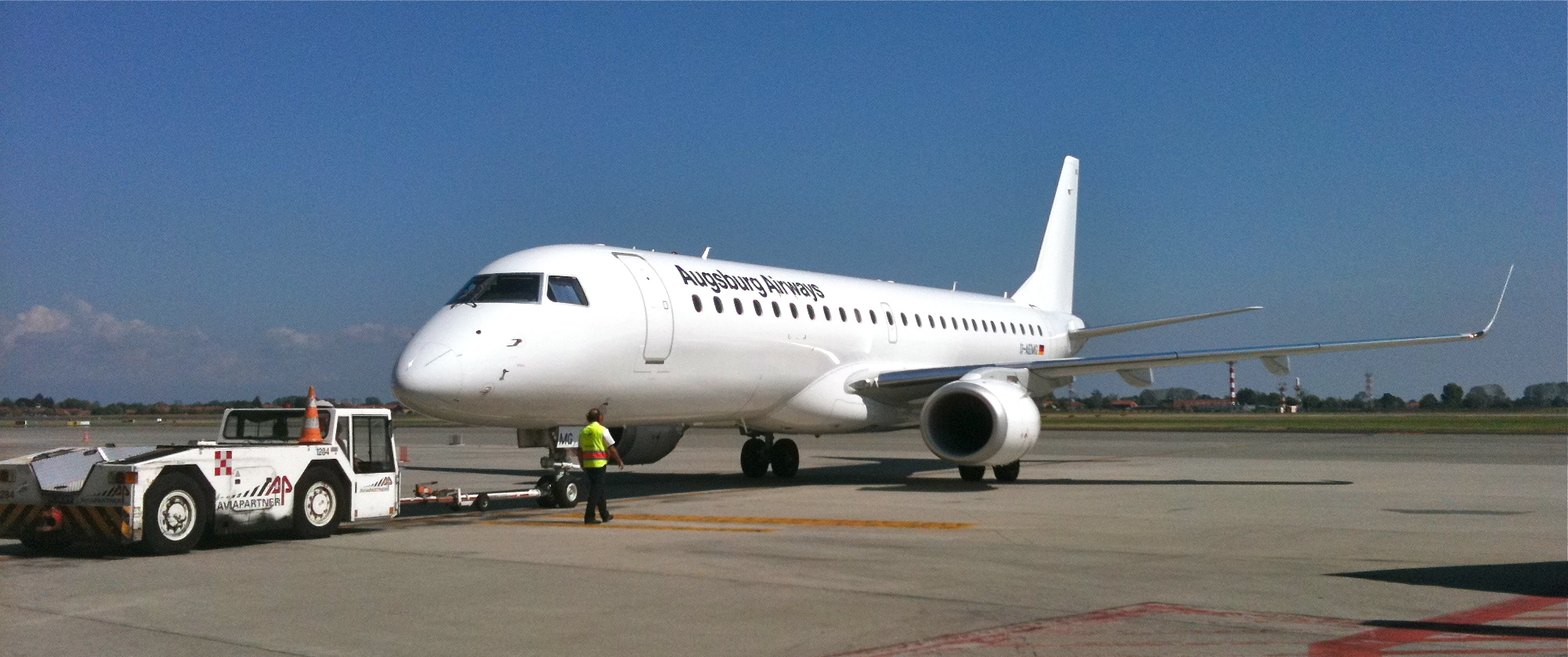
Embraer 190 di Augsburg Airways, marche D-AEMG